# Ватник (сленг)

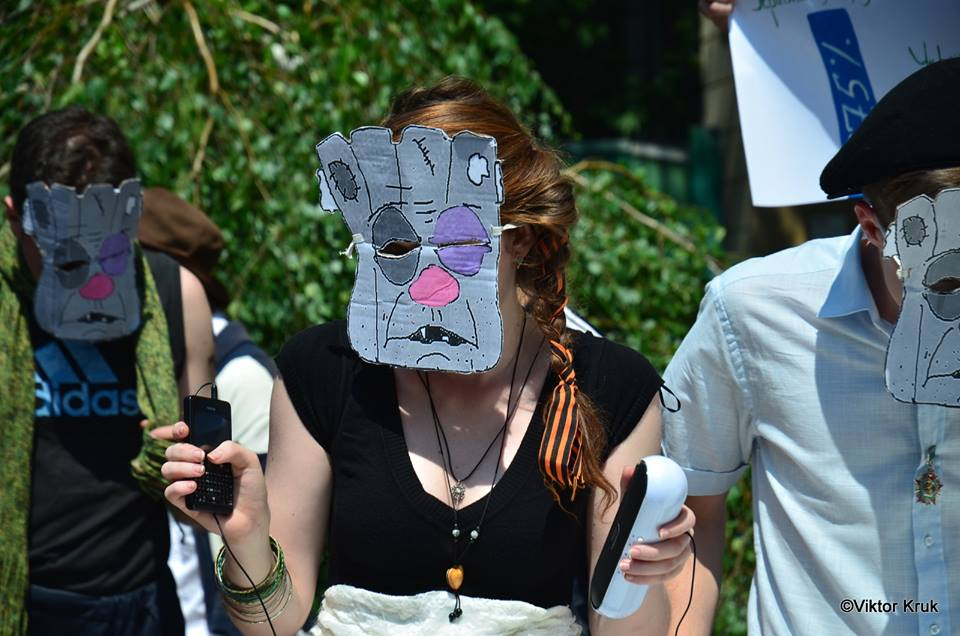
Використання образу ватника на акції в рамках кампанії «Бойкот російського кіно», 8 липня 2015 року

Ва́тник (від назви теплого одягу, куфайки — «ватника»), збірний образ — ватники, ва́та — інтернет-мем, який став сленговим неологізмом в українській, російській, білоруській (ватнік), латиській (vatņiks) і литовській (vatnikas) мовах.

## Визначення

### Словник «Мислово»
Згідно з аматорським інтернет-словником «Мислово», ватник є «людиною із (пост)радянською ментальністю, яка щиро не розуміє, для чого існує держава Україна».

### Словник «Словоново»
Словник російського сленгу slovonovo.ru дає дещо інші визначення поняття:
| Збірний образ російського патріотичного бидла. Любить тоталітарну владу (Путін, Сталін), підпорядкування, зрівнювання людей під один гребінець, горілку і все російське. Ненавидить США і все неросійське. Святе свято для ватника — 9 травня, на яке ватник любить напитися і заявити, що «діди воювали». Патріотичний, безвольний і невиправно тупий. Іронія і самоіронія відсутні як такі.Оригінальний текст (рос.) Собирательный образ русского патриотического быдла. Любит тоталитарную власть (Путин, Сталин), подчинение, уравнивание людей под одну гребёнку, водку и всё русское. Ненавидит США и всё нерусское. Святой праздник для ватника — 9 мая, на который ватник любит напиться и заявить, что «деды воевали». Патриотичен, безволен и непроходимо туп. Ирония и самоирония отсутствуют как таковые. |
| Млявий хлопець, сонний, малоактивний.Оригінальний текст (рос.) Вялый парень, сонный, малоактивный. |

## Історія
Автором мему є росіянин із Новоросійська Антон Чадський (тоді — під ніком Jedem das Seine). Картинка ватника, яку він створив, була вперше опублікована в соціальній мережі ВКонтакті в одній із груп 9 вересня 2011 року. В 2012 році мем став широко популярним і на інших ресурсах в інтернеті. Автор створив у ВКонтакті спільноту, присвячену персонажу ватника — рос. «РАШКА - КВАДРАТНЫЙ ВАТНИК».
Значно ширше поширення в суспільстві мем отримав після початку військової агресії Росії проти України у 2014 році. На початку 2015 року Антон Чадський повідомив, що в листопаді 2014 року змушений був покинути Росію через загрозу політичного переслідування з боку влади. З того часу мешкає у Києві, планує переїхати до Берліна.

### Визнання соціальною групою
У Саратові щодо місцевого жителя порушили кримінальну справу за коментар у соціальній мережі «ВКонтакте», який, на думку слідчих, ображає представників російської нації та осіб групи «ватники».
У січні 2018 в Литві був запущений інтернет-проєкт «Vatnikas» («Ватник»), аналог українського «Миротворця».

## Приклади використання

### У мистецтві
- Восени 2014 року «Подробиці» (телеканал «Інтер») спільно з Іреною Карпою почали створювати мультсеріал, декілька серій якого присвятили явищу «ватника».[14][15][16][17][18]
- Орест Лютий записав пісню про ватників, римейк на російську пісню «Ландыши».[19]
- З кінця 2014 року в Україні виходить багатосерійна гумористична програма «ВАТА TV», присвячена феномену «вати». Веде передачу відомий ведучий «5 каналу» Віктор Литовченко. В етері він спілкується переважно суржиком[20][21]. За визначенням Віктора Литовченка[22]:

| «Ватники» — це люди, які думають, що з голою дупою рулять світом. «Ватник» — це символ радянсько-російської світової експансії. |
- Російський музикант Олексій Лебединський (псевдонім Професор Лебединський) в 2015 році записав сатиричну пісню «Ватники», а також зняв на неї кліп, в якому використовуються кадри хроніки та вставки з російських пропагандистських телепередач[23].
- У 2017 році термін запропоновано поширити в мистецтвознавстві, зокрема на означення специфічного творчого методу композиторської школи, лояльної до окупаційної влади сучасного Донецька[24].

### Інші
- «Можна сказати, що ватник — це совок з активною громадянською позицією.» (за словником «Мислово»);[1]
- «Моя мати називає ватників неадекватниками.» (за словником «Мислово»);[1]
- «Не пустимо в хату російську вату» — назва акції в рамках кампанії «Бойкот російського кіно».[25]
- «Інтер — ватний канал кремляді Фірташа» (в оригіналі рос. «Интер — ватный канал кремляди Фирташа») — критичний коментар у соціальних мережах;[26]
- "Горде ім'я — «ватник» — одна з тем на конкурсі творів і наукових праць у Алтайському державному педагогічному університеті, присвяченому 70-річчю перемоги СРСР в Німецько-радянській війні.[27]
- Під час святкування нового 2015 року автор мему Антон Чадський у Києві провів гумористичне дійство — вручення премії «Ватник року». Акція збурила російський сегмент інтернету.[28]

## Похідні
Терміни «ватник» і «вата» іноді використовують росіяни з інакшими значеннями, ніж загальноприйняте. Слово «ватник» вживають як у негативному контексті — щоб описати тих росіян, які демонструють занадто агресивні та дурні форми патріотизму, — так і в позитивному контексті — щоб висловити підтримку деяким аспектам російської культури.